# 科托布魯斯縣

科托布魯斯縣在蓬塔雷納斯省的位置

科托布魯斯縣（西班牙語：Cantón de Coto Brus），是哥斯達黎加蓬塔雷納斯省的縣份，位於該國西部，首府設於聖維托，始建於1965年12月10日，面積933.91平方公里，2011年人口38,453人，人口密度每平方公里41.17人。
8°53′41″N 82°54′58″W / 8.89472°N 82.91611°W